# 3 (cançó)
"3" és una cançó de la cantant nord-americana Britney Spears del seu segon àlbum de grans èxits, The Singles Collection (2009). Va ser escrit i produït per Max Martin i Shellback, i la va completar Tiffany Amber. La cançó va ser llançada el 29 de setembre de 2009 per Jive Records, com l'únic senzill de The Singles Collection . "3" és una cançó d'electropop de ritme ràpid que inclou una línia de baix pesada i sintetitzadors, i lletres que parlen de trios, alhora que fa referència al trio de cant popular nord-americà Peter, Paul i Mary que utilitza el cor com un argot sexual.
"3" va rebre una acollida positiva per part dels crítics de música contemporània, i alguns crítics la van qualificar com una cançó clàssica de Spears. La cançó va ser un èxit comercial, encapçalant les llistes als Estats Units i Canadà, a més d'arribar al top ten de molts països del món, com Austràlia, Finlàndia, Noruega, Suècia i el Regne Unit. Als Estats Units, la cançó va debutar al número u del Billboard Hot 100, i es va convertir en el seu tercer senzill número u al país.
Un vídeo musical d'acompanyament de "3", dirigit per Diane Martel, presenta Spears i els seus ballarins davant de diferents fons en blanc i negre. Martel el va descriure com sexy i juganer, mentre que els crítics contemporanis li van donar crítiques positives, complimentant la seva senzillesa. Spears va interpretar "3" durant la seva gira Femme Fatale (2011) i als concerts Britney: Piece of Me (2013–2016).

## Composició
"3" és una cançó electropop de ritme ràpid que s'obre amb sintetitzadors i efectes vocals. La cançó té una seqüència bàsica de Fm – E ♭ – B ♭ m – Fm com a progressió d'acords. La veu de Spears abasta des de C4 fins a la nota alta de C5. Durant els vuit mitjans, la cançó s'alenteix amb cordes sintètiques i ritmes de baix, i la secció acaba amb un ritme semblant a un patró rítmic four-on-the-floor, popularitzat a la música disco dels anys setanta. Al llarg de la cançó, la veu de Spears s'ajusta amb autotune. La cançó dura tres minuts i vint-i-cinc segons. Tanmateix, al final s'afegeixen vuit segons de silenci per totalitzar la durada a 3:33; una picada d'ull al títol de la cançó.
La lletra de la cançó parla de trios. A diferència de "If U Seek Amy", la cançó no té doble sentit i la lletra és més senzilla. Les insinuacions de les lletres com ara "Merrier the more, triple fun that way" s'han comparat amb les cançons de l'àlbum d'estudi de Prince el 1980, Dirty Mind. El cor s'ha comparat amb una caço de pati de col·legi i es tanca amb un gemec d'estès. Durant la segona part del cor, es fa una referència al grup folk Peter, Paul & Mary. Todd Martens del Los Angeles Times va qualificar la referència de "la curiositat més gran del tall".